# Pepe Villa
José Villa Pérez (né le 26 mai 1915 à Zapotiltic, État de Jalisco, mort le 24 juillet 1986 à Mexico) connu comme Pepe Villa, est un musicien mexicain. Son groupe, el Mariachi México de Pepe Villa, popularise pendant les années 1950 l'emploi de la double trompette dans la musique de mariachi moderne.